# Layham
Layham – wieś w Anglii, w hrabstwie Suffolk, w dystrykcie Babergh. Leży 14 km na zachód od miasta Ipswich i 95 km na północny wschód od Londynu.